# Illice subrubra
Illice subrubra là một loài bướm đêm thuộc phân họ Arctiinae, họ Erebidae.